# Ferrovia Wallisellen-Rapperswil
La ferrovia Wallisellen-Rapperswil (nota anche come Glattalbahn) è una linea ferroviaria a scartamento normale della Svizzera.

## Storia
Il 25 giugno 1853 si costituì la società Glatttalbahn (GlTB), al fine di costruire una linea ferroviaria da Zurigo verso Uster e il canton San Gallo attraverso la valle del fiume Glatt; la prima tratta, tra Wallisellen e Uster, aprì il 1º agosto 1856: l'orario prevedeva cinque coppie di corse, e il tragitto era percorso in circa 25 minuti.
Il 1º maggio 1857 la GlTB si fuse con la St.Gallisch-Appenzellischen Eisenbahngesellschaft (SGAE) e la Schweizerische Südostbahn (SOB) formando le Ferrovie Svizzere Unite (VSB). La VSB venne nazionalizzata il 1º luglio 1902: le sue linee entrarono a far parte delle Ferrovie Federali Svizzere (FFS). Sotto la gestione VSB venne inaugurata la sezione Uster-Wetzikon il 9 novembre 1857. Il 15 agosto 1858 aprì la tratta Wetzikon-Rüti, mentre la linea fu completata il 15 febbraio 1859 con l'apertura della sezione Rüti-Rapperswil.
La linea fu elettrificata il 2 ottobre 1932.
Nel 1983 venne raddoppiata la tratta Wallisellen-Schwerzenbach, mentre l'anno successivo toccò alla Schwerzenbach-Uster: il raddoppio venne in parte finanziato dal canton Zurigo.
Il 14 maggio 1990 entrò in servizio il raddoppio della tratta Aathal-Wetzikon, costruito in due anni e che comprendeva una galleria di 280 metri e una nuova stazione ad Aathal; nello stesso periodo venne raddoppiata la tratta tra il posto di movimento Grünfels (200 metri a nord di Jona) e Rapperswil.
Nel 2006 è entrato in servizio il raddoppio della tratta Bubikon-Rüti, parte del terzo piano di espansione della rete celere di Zurigo.

## Caratteristiche
La linea, a scartamento normale, è lunga 33,89 km, è elettrificata a corrente alternata monofase con la tensione di 15.000 V alla frequenza di 16,7 Hz; la pendenza massima è del 13 per mille. È interamente a doppio binario, tranne nella tratta Uster-Aathal.

### Percorso
| Continuation backward |

| Station on track |

|  | Unknown route-map component "ABZg2" | Unknown route-map component "STRc3" |

| Unknown route-map component "CONTgq" | Unknown route-map component "ABZq2" | Unknown route-map component "STRc13" + Unknown route-map component "KRZu" | Unknown route-map component "ABZq+4" | Unknown route-map component "CONTfq" |

| Unknown route-map component "STRc1" | Unknown route-map component "ABZg+4" |  |

| Station on track |

|  | Unknown route-map component "eABZgl" | Unknown route-map component "exKDSTeq" |

| Station on track |

| Station on track |

| Station on track |

| Unknown route-map component "hKRZWae" |

| Station on track |

| Enter and exit tunnel |

|  | Unknown route-map component "ABZg+l" | Unknown route-map component "CONTfq" |

| Station on track |

|  | Unknown route-map component "ABZgl" | Unknown route-map component "CONTfq" |

|  | Unknown route-map component "eABZg+l" | Unknown route-map component "exCONTfq" |

| Station on track |

| Unknown route-map component "exCONTgq" | Unknown route-map component "eABZgr" |  |

|  | Unknown route-map component "ABZg+l" | Unknown route-map component "CONTfq" |

| Station on track |

| Enter and exit tunnel |

| Non-passenger station/depot on track |

| Station on track |

|  | Unknown route-map component "ABZg+l" | Unknown route-map component "CONTfq" |

| Unknown route-map component "CONTgq" | Unknown route-map component "ABZg+r" |  |

| Station on track |

| Continuation forward |

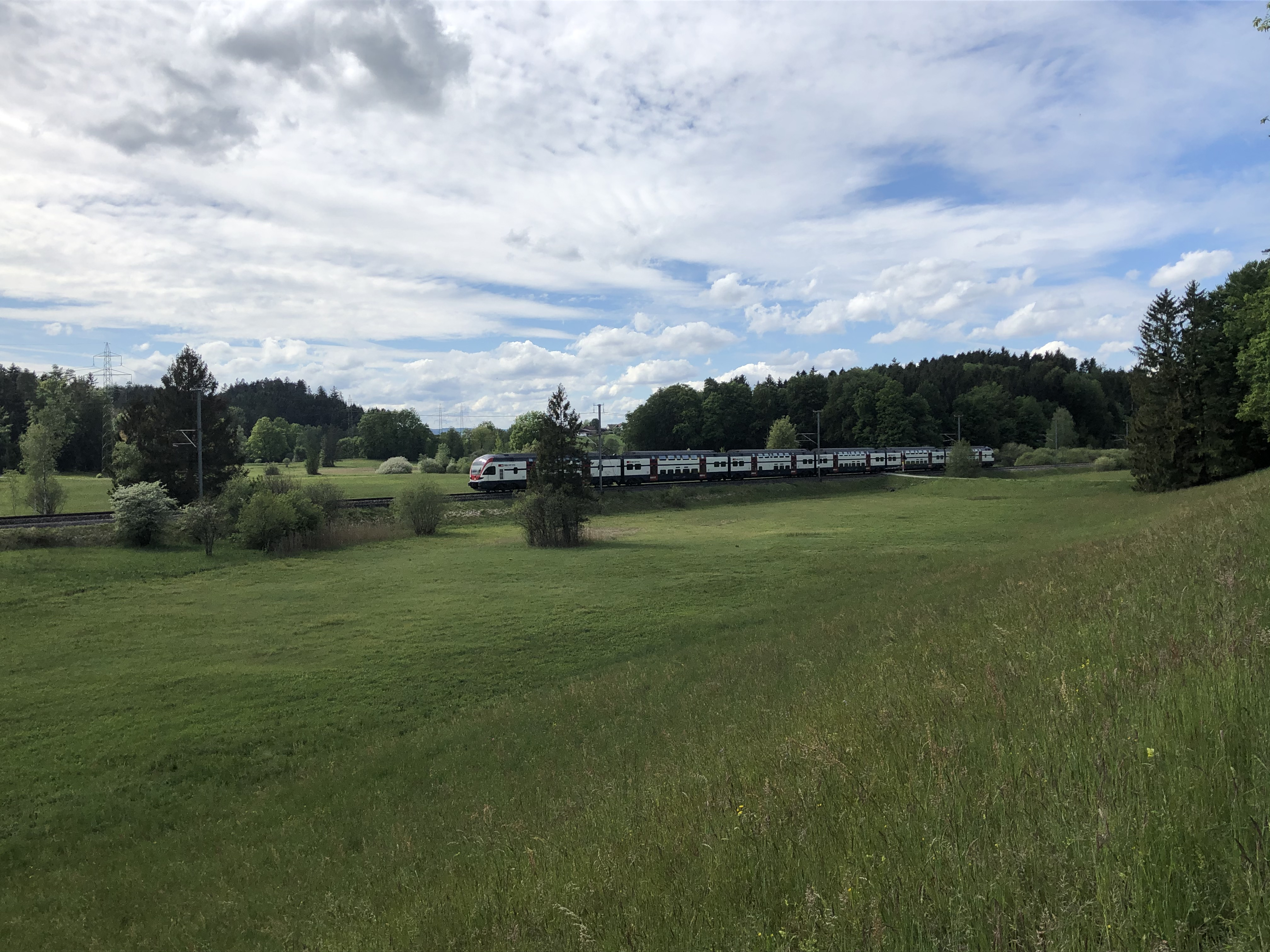
Un convoglio tra Wetzikon e Bubikon

La linea parte dalla stazione di Wallisellen, sulla ferrovia Zurigo-Winterthur. Uscita da Wallisellen la linea incrocia la linea dello Zürichberg, che dalla stazione di Zurigo Stadelhofen porta a Winterthur attraverso lo Zürichberg.
La ferrovia corre parallela al corso del fiume Glatt, costeggiando da Schwerzenbach il lago di Greifen. Viene quindi toccata Uster, la cui stazione ospita una rimessa per locomotive classificata come bene culturale di importanza nazionale. Attraversato l'Aabach, se ne segue il corso fino a Wetzikon, località dove viene incrociata la ferrovia Effretikon-Hinwil; a Bubikon veniva incrociata la ferrovia Uerikon-Bauma (di cui resiste la tratta Bubikon-Wolfhausen, utilizzata come raccordo).
La ferrovia tocca quindi Rüti (da dove si dirama la Tösstalbahn), prima di servire Jona e terminare la corsa nella stazione di Rapperswil.